# Grube Gilberg
Die Grube Gilberg war ein Bergwerk im Siegener Stadtteil Eiserfeld in Nordrhein-Westfalen. Die Grube galt zeitweise als bedeutendste Grube im Bergrevier Siegen II und war die größte von zahlreichen Gruben am Gilberg zwischen Eiserfeld und dem früher eigenständigen Ort Hengsbach.

## Gangmittel
Als Gangmittel dienten die Gänge Gilberg (bis zu 6 m mächtig und bis zu 700 m lang), Erwartung, Anna und Neuer Gilberg. Letzterer war im Farbstollen 0,3–0,6 m mächtig. Geführt wurden Braun- und Spateisenstein mit etwas Kupfererz.

## Geschichte
Bereits um 1580 wurde die Grube erstmals erwähnt. Es gab mehrere Stollen:
- Daxstollen, angelegt ab 1613
- 56 m darunter: Farbstollen, angelegt vor 1613
- 45 m darunter: Sinterbacher Stollen, angelegt vor 1465, ab 1879 zu Gilberg gehörend. Er erreichte 1865 eine Länge von 360 m.[4]
- 37 m darunter: Gilberg-Hengsberger[3] Erbstollen, angelegt ab 28. April 1835. 1865 wurden 184 m Länge erreicht[4], 1866 waren es bereits 226 m.[5]
- Tiefer Stollen im Siegtal, angelegt ab 1862[6]

| Jahr | Fördermenge |
| ---- | ----------- |
| 1855 | 2.811 t     |
| 1859 | 2.336 t     |
| 1863 | 8.922 t     |
| 1866 | 13.287 t    |
| 1870 | 13.364 t    |

| Jahr | Förderung |
| ---- | --------- |
| 1878 | 25.000 t  |
| 1885 | 23.079 t  |
| 1894 | 37.185 t  |
| 1897 | 39.574 t  |
| 1903 | 22.087 t  |

Ab 1879 wurde Tiefbau betrieben, am 1. August des Jahres wurde damit begonnen, einen Schacht abzuteufen. Die erste Seilfahrt fand 1881 statt. Der Schacht hatte eine Größe von 3,2 × 5,2 m und eine Teufe von 624 m. Ausgerüstet wurde der Schacht 1883 mit einer Zwillingsdampfmaschine zur Förderung und drei Dampfkesseln. Nach der Stilllegung der Grube wurde er nicht verfüllt. Die Gesamtteufe der Grube lag bei 624 m und wurde 1912 erreicht.
Ab den 1850er Jahren setzte auf der Grube der Aufschwung ein. 1867 hatte sie mit einer Förderung von 8.922 t die sechsthöchste Eisenerzförderung im Siegerland.
Ab 1892 wurde der Abbau mit Druckluft betrieben. 1885 arbeiteten noch 184 Belegschaftsmitglieder am Gilberg, 1889 waren es bereits 269, zuletzt waren es 68. Am 1. Juli 1925 wurde die Grube stillgelegt. Zwischen 1884 und 1925 wurden 892.917 t Eisenerz gefördert, gesamt sind es 1,6 Mio. t. Über eine Drahtseilbahn wurde es bis zur Eisern-Siegener Eisenbahn gebracht und dort verladen. Im Juli 2004 kam es im Gebiet der Grube zu Tagesbrüchen.